# Anonymous (álbum)
Anonymous es el tercer álbum de estudio de Tomahawk. Fue lanzado el 19 de junio de 2007 por vía Ipecac Recordings.
El álbum toma canciones de los nativos de los EE. UU. que el guitarrista Duane Denison buscó luego de trabajar junto a Hank Williams III. El nombre del álbum proviene de la mucha gente no acreditada que contribuyó a la música de los nativos americanos que Denison descubrió en su investigación. Este es también el primer álbum de Tomahawk sin Kevin Rutmanis, que dejó la banda durante la creación de Anonymous y no aparece más como miembro oficial de la banda en la página oficial de Myspace.
Debido a la ausencia de Rutmanis, tanto Denison como Patton grabaron pistas de bajo para el álbum; el antiguo compañero de banda de Patton en Mr. Bungle, Trevor Dunn, ocupó esta vacante en 2012.

## Lista de canciones
| N.º   | Título                 | Duración |  |
| 1.    | «War Song»             | 3:25     |  |
| 2.    | «Mescal Rite 1»        | 2:53     |  |
| 3.    | «Ghost Dance»          | 3:44     |  |
| 4.    | «Red Fox»              | 3:04     |  |
| 5.    | «Cradle Song»          | 4:11     |  |
| 6.    | «Antelope Ceremony»    | 4:00     |  |
| 7.    | «Song of Victory»      | 1:13     |  |
| 8.    | «Omaha Dance»          | 3:57     |  |
| 9.    | «Sun Dance»            | 3:02     |  |
| 10.   | «Mescal Rite 2»        | 5:51     |  |
| 11.   | «Totem»                | 3:04     |  |
| 12.   | «Crow Dance»           | 3:45     |  |
| 13.   | «Long, Long Weary Day» | 1:23     |  |
| 41:32 |                        |          |  |

## Personal
- Mike Patton - Voces, samples, teclados, grabado, ingeniería, productor, mezclado, arte de tapas
- Duane Denison - Guitarras, bajo
- John Stanier - Batería
- John Baldwin - Grabado, ingeniería
- Jason Bullock - Grabado, ingeniería
- Ryan Boesch - Edición adicional
- Gavin Lurssen - Masterizado
- Martin Kvamme - Arte de tapas
- Elizabeth Gregory, Esq. - Servicios legales

## Desempeño en los cuadros
| Cuadro                       | Posición máxima |       |
| ---------------------------- | --------------- | ----- |
| Billboard Top Heatseekers    | 2               | [ 5 ] |
| Billboard Independent Albums | 12              | [ 5 ] |
| Norwegian Charts             | 31              | [ 6 ] |
| Australian Album Chart       | 32              | [ 7 ] |
| Billboard 200                | 158             | [ 5 ] |